# María Bolaños Atienza
María Bolaños Atienza (Valladolid, 31 de desembre de 1951) és professora titular d'Història de l'Art de la Universitat de Valladolid i actual directora del Museo Nacional de Escultura.
Es va llicenciar en Història i en Filologia Romànica a la Universitat de Valladolid, al 1974 i 1979, respectivament, on també es doctorà en Història de l'Art, al 1993. Ha ensenyat a Lilla (França) i en diferents centres universitaris. És membre de l'Associació Espanyola de Museòlegs Professionals i de l'ICOM. Ha treballat en història del col·leccionisme i dels museus espanyols, en museística del segle XX i en les relacions entre museu i cultura contemporània, així com en Estètica i teoria de l'art i escultura contemporània. El 16 d'octubre de 2008 va ser elegida per unanimitat Directora del Museo Nacional de Escultura.

## Llibres
- Historia de los Museos en España. Memoria, cultura, sociedad, Gijón, Trea, 1997; ed. ampliada en 2008. ISBN 978-84-9704-352-6
- El silencio del escultor: Baltasar Lobo, Junta de Castilla y León, 2000, ISBN 84-7846-761-0
- La memoria del mundo. Cien años de museología 1900-2000, Gijón, Trea, 2002 ISBN 84-9704-034-1
- La hora española de Baltasar Lobo. Obra gráfica entre 1927 y 1939, Salamanca, Instituto Florián de Ocampo, 2003, ISBN 84-96100-06-5
- Interpretar el arte, Madrid, Libsa, 2007, ISBN 978-84-662-0965-6
- Museo Nacional Colegio de San Gregorio. Colección, Madrid, Ministerio de Cultura, 2009, ISBN 978-84-8181-422-4.
- Pasajes de la melancolía, Gijón, Trea, 2010 ISBN 978-84-9704-383-0